# Boone (Karolina Północna)
Boone – miasto w Stanach Zjednoczonych, w stanie Karolina Północna, siedziba hrabstwa Watauga, w Paśmie Błękitnym. Jest siedzibą Appalachian State University. W 2006 liczyło 14 473 mieszkańców. Nazwa miasta pochodzi od znanego amerykańskiego podróżnika Daniela Boone’a.